# Chelopech Hill
Der Chelopech Hill (englisch; bulgarisch хълм Челопеч wrach Tschelopetsch) ist ein 946 m hoher Hügel auf der Trinity-Halbinsel des Grahamlands im Norden der Antarktischen Halbinsel. Er ragt 1,63 km nordnordwestlich des Mount Schuyler, 4,07 km östlich des Zlatolist Hill, 12,95 km südlich des Mount Ignatiev und 1,9 km westsüdwestlich des Sirius Knoll aus den nördlichen Ausläufern des Detroit-Plateaus auf. Der Russell-West-Gletscher liegt nördlich von ihm.
Deutsche und britische Wissenschaftler kartierten ihn 1996 gemeinsam. Die bulgarische Kommission für Antarktische Geographische Namen benannte ihn 2010 nach der Ortschaft Tschelopetsch im Westen Bulgariens.